# Na jasnyj ogon'
Na jasnyj ogon' (На ясный огонь) è un film del 1975 diretto da Vitalij Michajlovič Kol'cov.

## Trama
Il film racconta di un giovane scout catturato dietro le linee nemiche. Dovrà sopravvivere a una falsa esecuzione ed essere onorata più volte come moglie.